# Băceni, Buzău
Băceni este un sat în comuna Berca din județul Buzău, Muntenia, România.